# Shay Sweet
Shay Sweet, född Kristy Lynn Castle 22 september 1978 i Texas, USA, är en amerikansk skådespelare i pornografisk film. Hon har medverkat i över 120 filmer sedan debuten 1997.